# Discografia di Elastinen
Questa pagina contiene l'intera discografia di Elastinen dal 1997.

## Album
| Anno | Album                 | Classifica | Vendite | Certificazione |
| ---- | --------------------- | ---------- | ------- | -------------- |
| 2004 | Elaksis Kivi          | 8          | –       | –              |
| 2006 | Anna soida            | 11         | –       | –              |
| 2007 | E.L.A.                | 10         | –       | –              |
| 2013 | Joka päivä koko päivä | 4          | –       | –              |
| 2015 | Iso kuva              | 2          | –       | –              |

## EP
| Anno | Album    | Classifica | Vendite | Certificazione |
| ---- | -------- | ---------- | ------- | -------------- |
| 2015 | Rauhassa | –          | –       | –              |

| Anno | Album       | Classifica | Vendite | Certificazione |
| ---- | ----------- | ---------- | ------- | -------------- |
| 2015 | Väin elämää | 39         | –       | –              |

## Singoli
| Anno | Singolo                                                         | Classifica | Classifica | Classifica | Vendite | Certificazione | Album                 |
| Anno | Singolo                                                         | SL         | LL         | Radio      | Vendite | Certificazione | Album                 |
| ---- | --------------------------------------------------------------- | ---------- | ---------- | ---------- | ------- | -------------- | --------------------- |
| 2004 | Syljen                                                          | 17         | –          | –          | –       | –              | Elaksis Kivi          |
| 2004 | Bäkkiin stadiin                                                 | –          | –          | –          | –       |                | Elaksis Kivi          |
| 2006 | Anna soida                                                      | 2          | 16         | –          | –       | –              | Anna soida            |
| 2007 | Päivä kerrallaan                                                | –          | –          | –          | –       | –              | Anna soida            |
| 2007 | Ovet paukkuu                                                    | 9          | 7          | –          | –       | –              | E.L.A.                |
| 2007 | Häivytään                                                       | –          | 23         | –          | –       |                | E.L.A.                |
| 2013 | Iisii                                                           | –          | 6          | –          | –       | –              | Joka päivä koko päivä |
| 2013 | Hallussa (feat. Jontte Valosaari)                               | –          | –          | –          | –       | –              | Joka päivä koko päivä |
| 2013 | Loppuviikko (feat. Uniikki, Timo Pieni Huijaus, Tasis e Spekti) | 12         | 13         | –          | –       | –              | Joka päivä koko päivä |
| 2013 | Kerrankin                                                       | –          | –          | –          | –       | –              | Joka päivä koko päivä |
| 2013 | Uus (feat. Lauri Mikkola)                                       | –          | –          | –          | –       | –              | Joka päivä koko päivä |
| 2015 | Eteen ja ylös                                                   | 2          | 1          | 4          | –       | –              | Iso kuva              |
| 2015 | Super                                                           | 20         | 1          | 18         | –       | –              | Iso kuva              |
| 2015 | Vahva (feat. Robin)                                             | –          | –          | –          | –       | –              | Iso kuva              |

## Altri brani musicali
| Anno | Singolo                    | Classifica | Classifica | Classifica | Vendite | Certificazione | Album                       |
| Anno | Singolo                    | SL         | LL         | Radio      | Vendite | Certificazione | Album                       |
| ---- | -------------------------- | ---------- | ---------- | ---------- | ------- | -------------- | --------------------------- |
| 2014 | Naurava kulkuri            | 1          | 1          | 1          | –       | –              | Vain elämää - kausi 3 päivä |
| 2014 | Peggy                      | 2          | 1          | 2          | –       | –              | Vain elämää - kausi 3 päivä |
| 2014 | Minä ja hän                | 12         | 15         | –          | –       | –              | Vain elämää - kausi 3 päivä |
| 2014 | Mitä kuuluu                | 20         | 16         | –          | –       | –              | Vain elämää - kausi 3 päivä |
| 2014 | Kun kuuntelen tomppaa      | 13         | 9          | –          | –       | –              | Vain elämää - kausi 3 ilta  |
| 2014 | Oo siellä jossain mun      | 3          | 3          | –          | –       | –              | Vain elämää - kausi 3 ilta  |
| 2015 | Koko yö (feat. Snoop Dogg) | 20         | 8          | 42         | –       | –              | Iso kuva                    |

## Collaborazioni
| Anno | Singolo                                                  | Classifica | Classifica | Classifica | Vendite | Certificazione |
| Anno | Singolo                                                  | SL         | LL         | Radio      | Vendite | Certificazione |
| ---- | -------------------------------------------------------- | ---------- | ---------- | ---------- | ------- | -------------- |
| 2010 | Pojat on poikii (Unikkii feat. Elastinen e Spekti)       | 10         | 10         | –          | –       | –              |
| 2011 | Kunnon mestaan vetää (Unikkii feat. Elastinen e Spekti)  | –          | –          | –          | –       | –              |
| 2012 | Jos mä oisin sun mies (Jontte Valosaari feat. Elastinen) | 2          | 20         | –          | –       | –              |
| 2015 | Kipinän hetki (Robin feat. Elastinen)                    | 2          | 1          | 8          | –       | –              |

## Video musicali
| Anno | Singolo               | Regista                                    | Video  |
| ---- | --------------------- | ------------------------------------------ | ------ |
| 2004 | Syljen                | –                                          | –      |
| 2006 | Anna soida            | Lauri Aalto                                | [ 27 ] |
| 2007 | Päivä kerrallaan      | –                                          | –      |
| 2007 | Ovet paukkuu          | –                                          | [ 28 ] |
| 2007 | Häivytään             | Jaakko e Kusti Manninen/Tunne Productions  | [ 29 ] |
| 2013 | Iisii                 | Niko Kuparinen                             | [ 30 ] |
| 2013 | Hallussa              | Niko Kuparinen                             | [ 31 ] |
| 2013 | Loppuviikko           | Tom Hakala e Jan-Erik Olin/Anatom Pictures | [ 32 ] |
| 2013 | Kerrankin             | Jaakko Itäaho/Pablo Films                  | [ 33 ] |
| 2013 | Uus                   | Tom Hakala e Jan-Erik Olin                 | [ 34 ] |
| 2015 | Eteen ja ylös         | Jan-Erik Olin                              | [ 35 ] |
| 2015 | Super                 | Jaakko Manninen e Hannu Aukia              | [ 36 ] |
| 2015 | Mikään muu ei merkkaa | Joonas Kenttämies                          | [ 37 ] |
| 2015 | Vahva                 | Joonas Kenttämies                          | [ 38 ] |